# 董仚生
董仚生（1962年2月—），男，江西宜丰人，中华人民共和国政治人物。中央党校在职研究生学历，经济学学士。江西财经学院农业经济系财务会计专业毕业，中共中央党校法学专业在职研究生学历。曾任中共河北省委常委、政法委书记、河北省副省长兼公安厅厅长。现任河北省人大常委会副主任、党组副书记。

## 生平
1984年2月加入中国共产党。1984年7月参加工作。历任共青团江西省宜春地委副书记，高安市副市长、市委副书记、市长、市委书记，宜春地委委员，宜春市委常委、政法委书记，鹰潭市委副书记、政法委书记、副市长、市长，上饶市委副书记、代市长、市长等职。2008年起担任全国人大代表。2011年8月任中共上饶市委书记。2013年8月，不再担任中共上饶市委书记、常委、委员职务。
2013年9月，任河北省公安厅厅长。2014年12月，任河北省人民政府副省长。2015年3月，兼任河北省公安厅党委书记。2016年6月，升任中共河北省委常委、政法委书记。9月22日，辞去副省长职务。2017年3月，不再担任河北省公安厅厅长。2021年11月，不再担任河北省委常委。同年12月，任河北省人民代表大会常务委员会党组副书记。2022年1月，当选河北省人大常委会副主任。